# ФК „Уотфорд“
Футболен Клуб Уотфорд (на английски: Watford Football Club) е английски професионален футболен клуб, от едноименния гр. Уотфорд, област Хартфордшър, Англия. В историята си клубът веднъж е достигал финал на ФА Къп (1983/84), бил е полуфиналист четири пъти (1969/70, 1986/87, 2002/03, 2006/07). За Купата на лигата отборът е достигал два пъти полуфинал (1978/79, 2004/05).

## История
„Уотфорд Роувърс“ е създаден през 1881 г. Отбора играе първите си домашни мачове на „Касиобъри Парк“, преди да се премести на „Викъридж Мидоу“ и по-късно „Маркет Стрийт“ в Уотфорд. За първи път се състезават във ФА Къп през сезон 1886-87, а през 1889 г. печелят „Каунти Къп“ за първи път. Клубът става разделение на „Уест Хартфордшър Спортс Клъб“ през 1890 г. и последователно се местят на стадион на ул. „Касио Роуд“. Клубът се преимменува на „Уест Хартфордшър“ през 1893 г., присъединява се към Южната футболна лига през 1896, а през 1897 играчите на клуба стават професионални. „Уест Хартфордшър“ се съединява с „Уотфорд Сейнт Мери'с“ през 1898, за да се образува „ФК Уотфорд“.
„Уотфорд“ остава в Южната лига до 1920 г., докато не формират южната част на Третата английска дивизия. От 1921-22, третото ниво на Футболната лига съдържаща две паралелни части от 22 отбора, като се преборва за промоция във Втората дивизия и успява да удържи клубния статус. Според преизбиращата система последните два отбора от двете части трябва да играят с победителите от Северната и Южната лига. „Уотфорд“ завършват на 21-во място през 1926-27, но единодушно биват преизбрани след 44 гласа от отбори от Третата дивизия. Играта на отбора преди Втората световна война се подобрява и те финишират в топ 6 пет последователни години между 1934-35 и 1938-39. Междувременно печелят и купата на Трета Дивизия „Юг“ през 1937 г. След подновяването на лигата след войната „Уотфорд“ остават в същата дивизия. През сезон 1950-51 отбора завършва на 23-то място, но отново единодушно всички 48 отбора от Трета дивизия гласуват за оставане на клуба в дивизия „Юг“.
Клубът остава в Трета дивизия „Юг“ до 1958 г., когато първенството се преструктурира в четири дивизия за 1958-59. „Уотфорд“ биват поставени в новата Четвърта дивизия. Отбора прекарва два сезона, преди да спечели промоция за Трета дивизия през 1960 година. Рон Бърджис, бившият играч на Тотнъм е старши треньор в края на 50-те и началото на 60-те години на 20 век, като една от причините да бъде спечелена промоция и голмайстора Клиф Холтън, който прави клубен рекорд от 42 гола за един сезон. След още 34 гола Холтън е продаден на „Нортхямптън Таун“ заедно с още някои играчи. Бърджис е наследен от Бил MакГари, който купува нови играчи като Чарли Ливси, Рон Сондърс и Джими MакАнърни. Северноирландския вратар Пат Дженингс бива подписан през 1963 г. от „Нюри Таун“, и въпреки че играе в Трета дивизия бива извикан за националния отбор. Добрите му игри му осигуряват трансфер в Тотнъм за по-малко от година.
МакГари се присъединява към Ипсуич през 1964 и е заменен от играещия треньор Кен Фърфи от „Уъркингтън Таун“. Фърфи построява отбора около играчи като Кийт Еди и Денис Бонд, но след като отбора не успява да спечели промоция 1966-67, Бонд е продаден на Тотнъм през 1969 г. къмотбора се присъединява Бари Индън. Пристигането на Индън бележи началото на серия без загуба след Коледа, и „Уотфорд“ си осигури титлата през април, у дома срещу Плимут Аргайл. Една година по-късно за първи път клубът достигна полуфинал за Купата на ФА. Там те побеждават отбори от Първа дивизия като Стоук Сити и Ливърпул. След добрите игри феновете започват да се надяват скоро да видят отбора си в Първа дивизия. Въпреки това, Кен Фърфи бива привлечен от Блекбърн, за да бъде наследен от Джордж Кърби. Възпрепятствани от липсата на средства отбора на Кърби изпада обратно в Трета дивизия през 1972 година. „Уотфорд“ не успяват да се върнат обратно във Втора дивизия, а напротив – през 1975 г. отпадат до Четвърта дивизия. Въпреки това, привърженика на клуба Елтън Джон се присъединява към „Уотфорд“ през 1973 г. като президент на клуба, а председател става през 1976 година. Певецът изказва амбицията си да вкара „Уотфорд“ в Първа дивизия. Той уволнява мениджъра Майк Кийн през април 1977.
Когато Греъм Тейлър стана мениджър на „Уотфорд“ през юни 1977 г. Уотфорд е обикновен Четвъртодивизионен отбор. Тейлър постига успех в първия си сезон в клуба като „стършелите“ печелят титлата, като в същото време се записват най-много победи, най-малко поражения, най-много отбелязани голове и най-малко допуснати от всеки друг отбор. През 1978-79 последва и промоция във Втора дивизия, Рос Дженкинс завърши сезона като голмайстор на лигата с 29 гола. През следващите два сезона „Уотфорд“ завършиха съответно на 18-о и 9-о място. Промоция за Първа дивизия за първи път в историята си отбора спечелиха през 1981-82, като завършиха втори зад съперниците им Лутън Таун.
„Уотфорд“ започва сезон 1982-83 с победи над Евертън и Саутхемптън. В разстояние на седем години клубът се изкачи от дъното на най-ниската дивизия във Футболната лига до най-горната позиция в най-високата дивизия. „Стършелите“ не бяха в състояние да се борят за титлата, но в крайна сметка завършиха сезона втори след Ливърпул, което гарантира участие в Купата на УЕФА за следващия сезон. Лутър Блисет завършва сезона като топ голмайстор. В края на сезона той подписва с отбора от италианската Серия А Милан за 1 млн. паунда. След второто място отбора е последван от друг успех – финал във ФА Къп през 1984, който „Уотфорд“ губи от Евертън. След като доведе отбора до деветото място през сезон 1986-87, Тейлър бива привлечен от Астън Вила.
След напускането на Тейлър мениджъра на Уимбълдън Дейв Басет е назначен като негов заместник. Продажбата на Джон Барнс на Ливърпул се отразява много лошо на „стършелите“, и старта на сезон 1987-88 е ужасен. Басет бива уволнен през януари 1988. Отбора изпада от Първа дивизия в края на сезона. В следващия сезон 1988-89 „Уотфорд“ не успяха да се върнат в Първа дивизия след поражение в плейофите на Втора дивизия. Те обаче спечелиха младежката ФА Къп, побеждавайки Манчестър Сити с 2:1 след продължения, като бъдещия английски национал Дейвид Джеймс бе на вратата за „стършелите“. През следващите няколко сезона „Уотфорд“ така и не дадоха сериозна заявка за завръщане в Първа дивизия. Втора дивизия бе преименувана на Първа дивизия, след формирането на Висшата лига през 1992 година. Младия полузащитник Крейг Рамидж вдъхнови отбора си през сезон 1994-95, като тогава „Уотфорд“ завършиха седми, но така и не успяха да се класират във Висшата лига. Дори при Глен Рьодер отбора изпитваше затруднения. Въпреки завръщането на Греъм Тейлър като помощник-треньор през февруари 1996, клубът изпадна във Втора дивизия.
След изпадането на отбора, Тейлър става технически директор, за старши треньор е назначен бившия халф на „Уотфорд“ Кени Джакет. След завършването по средата на таблицата във Втора дивизия през 1996-97, Джакет е понижен до позицията на помощник мениджър, а Тейлър се завръща като мениджър. Тейлър доведе „Уотфорд“ до втора титла под негово ръководство, като спечели титлата на Втора дивизия през 1997-98. Втора поредна промоция последва през 1998-99, благодарение на победа във финала на плейофите с 2:0 над Болтън. Сезона започна добре за „стършелите“ и те победиха Ливърпул, но скоро игрите на отбора избледняха и те завършиха сезона последни. Греъм Тейлър се пенсионира в края на сезон 2000-01, и бе заменен от Джанлука Виали. Виали подписа с нашумели спонсори, сметките и заплатите в клуба рязко нараснаха, като самия Виали изкарва почти един милион паунда на година. Въпреки това отборът завърши 14-и в дивизията и Виали бе уволнен, след като отказа да подаде оставка. Той бе заменен от Рей Люингтън, който се присъединил към клуба миналия сезон като треньор на резервния отбор.
Слабата финансова позиция на „Уотфорд“ се влоши през 2002-03 г. след разпадането на ITV Digital. Клубът бе изправен пред административни проблеми, нопостигнатото споразумение от играчите и персонала с 12% отсрочване на заплатите помогна на клуба да спести пари, и отбора достигна до полуфинал за Купата на ФА през 2003, който генерира приходи от жизненоважно значение. Поради финансови затруднения много играчи на клуба бяха освободени това лято. Сезон 2003-04 започна добре, като „стършелите“ бяха в горната половина на класирането в края на септември. Слабата форма на отбора доведе до спад към зоната на изпадащите. Въпреки достигането до полуфинал в Купата на Лигата, „Уотфорд“ не подобри формата си в шампионата и Люингтън бе уволнен през март 2005 г. Неговият наследник Ейди Ботройд успя да задържи отбора в лигата.

### Късна история
През март 2005 клубът е поет от 34-годишния Ейди Ботройд. Тогава успява да спаси отбора си от изпадане, а в първия си пълен сезон той още от началото се закотвя на третото място и не мръдва от до края сезона. Една от главните причини затова е голмайстора Марлън Кинг. Равенството у дома в края на сезона с големите противници Лутън Таун им осигурява участие в плейофите. Там „стършелите“ бият на финала Лийдс с 3:0.
В Премиър лигата първия сезон е разочароващ като отборът записва едва пет победи, като първата идва едва през ноември. Два месеца по-късно отбора продава младата звезда Ашли Йънг на Астън Вила за около 9.65 милиона паунда. Въпреки изпадането обаче Ботройд продължава да бъде мениджър на „Хартфордшърци“, като харчи големи суми за футболисти, включително за Нейтън Елингтън, който е купен за 3.65 милиона паунда. През сезон 2007/08 отборът направи силно начало, като по едно време води с няколко точки върха, обаче в края на сезона те едвам успяват да се класират за плейофите, където още на полуфиналите са отстранени от Хъл Сити. През ноември 2008 Ейди Ботройд напуска клуба като го оставя на 21-во място в класирането. След това отбора е поет от Брендън Роджърс. Той го довежда до 13-ата позиция и в края на сезона напуска в посока Рединг. Резервния мениджър Малки Макай поема клуба. Той продава много от добрите играчи на клуба, за да може да предотврати фалит в края на 2009. През сезон 2009/10 „стършелите“ завършват на 16-а позиция. През юни 2011 Макай напуска, а на негово място идва Шон Дюше.

## Състав

### Настоящ състав
Към 3 септември 2019 г.

## Постижения
- Победа в плейоф на Втора английска дивизия/Чемпиъншип – 1998 – 99, 2005 – 06
- Шампион на Трета английска дивизия – 1968 – 69, 1997 – 98
- Шампион на Четвърта английска дивизия – 1977 – 78
- Шампион на Южна футболна лига – 1914 – 15